# Tónlistinn
Tónlistinn è la classifica musicale ufficiale dell'Islanda, lanciata dalla Félag Hljómplötuframleiðenda a fine anni ottanta e pubblicata settimanalmente prima dall'emittente radiotelevisivo nazionale RÚV, successivamente dal servizio musicale Tónlist.is e poi dalla pubblicazione musicale Plötutíðindi.
Vengono rivelate due top 40, una per i singoli e una per gli album più popolari a livello nazionale. Per la classifica dei singoli vengono tenuti in considerazione gli ascolti in streaming su Spotify forniti dall'azienda Ranger e i passaggi radiofonici su cinque emittenti popolari, mentre per gli album vengono tenute in considerazione le riproduzioni su Spotify e le vendite fisiche.

## Album più venduti per anno
| Anno | Artista                          | Album                                    | Unità  | Note   |
| ---- | -------------------------------- | ---------------------------------------- | ------ | ------ |
| 2009 | Friðrik Ómar & Jógvan Hansen     | Vinalög                                  | 8 965  | [ 1 ]  |
| 2010 | Helgi Björns & Reiðmenn Vindanna | Þú komst í hlaðið                        | 11 559 | [ 2 ]  |
| 2011 | Mugison                          | Haglél                                   | 27 707 | [ 3 ]  |
| 2012 | Ásgeir Trausti                   | Dýrð í dauðaþögn                         | 22 800 | [ 4 ]  |
| 2013 | Baggalútur                       | Mamma þarf að djamma                     | 7 903  | [ 5 ]  |
| 2014 | Ýmsir                            | SG hljómplötur                           | 5 172  | [ 6 ]  |
| 2015 | Of Monsters and Men              | Beneath the Skin                         | 3 941  | [ 7 ]  |
| 2016 | Júníus Meyvant                   | Floating Harmonies                       | 3 589  | [ 8 ]  |
| 2017 | JóiPé & Króli                    | Gerviglingur                             | 4 153  | [ 9 ]  |
| 2018 | JóiPé & Króli                    | Afsakið hlé                              | 4 185  | [ 10 ] |
| 2019 | Billie Eilish                    | When We All Fall Asleep, Where Do We Go? | 4 035  | [ 11 ] |
| 2020 | Hafdís Huld                      | Vögguvísur                               | 3 935  | [ 12 ] |
| 2021 | Hafdís Huld                      | Vögguvísur                               | 5 332  | [ 13 ] |
| 2022 | Hafdís Huld                      | Vögguvísur                               | 8 579  | [ 14 ] |
| 2023 | Hafdís Huld                      | Vögguvísur                               | 9 621  | [ 15 ] |

## Singoli più venduti per anno
| Anno | Artista                                       | Singolo              | Unità  | Note   |
| ---- | --------------------------------------------- | -------------------- | ------ | ------ |
| 2017 | Luis Fonsi e Daddy Yankee feat. Justin Bieber | Despacito (Remix)    | 16 367 | [ 9 ]  |
| 2018 | JóiPé & Króli                                 | Í átt að tunglinu    | 14 102 | [ 10 ] |
| 2019 | Billie Eilish                                 | Bad Guy              | 16 636 | [ 11 ] |
| 2020 | The Weeknd                                    | Blinding Lights      | 19 655 | [ 12 ] |
| 2021 | Bríet                                         | Rólegur kúreki       | 12 008 | [ 13 ] |
| 2022 | Hafdís Huld                                   | Dvel ég í draumahöll | 12 369 | [ 14 ] |
| 2023 | Hafdís Huld                                   | Dvel ég í draumahöll | 14 469 | [ 15 ] |